# Euthanasie volontaire
L'euthanasie volontaire est le processus consistant à mettre fin aux jours d'une personne malade à sa demande ou avec son consentement explicite. L'euthanasie volontaire se distingue de l'euthanasie involontaire et de l'euthanasie non volontaire. L'euthanasie volontaire et l'aide au suicide font l'objet de débats intenses dans plusieurs pays depuis plusieurs décennies ; l'euthanasie volontaire présente des enjeux bioéthiques.
Certaines formes d'euthanasie volontaire sont légales dans des États d'Australie, en Belgique, en Colombie, aux Pays-Bas, en Espagne et dans quelques provinces du Canada.

## Définitions
L'euthanasie volontaire est une euthanasie demandée ou consentie par un malade pour lui-même, de façon explicite, au contraire de l'euthanasie involontaire et non volontaire, qui sont appliquées malgré ou sans le consentement du patient.

### Euthanasie active et passive
D'après Françoise Biotti-Mache, l'euthanasie est dite « active » « quand elle consistera dans un acte volontairement effectué pour donner la mort ; c’est une action directe qui sous-entend l’intention, telle l’administration d’une injection létale ». L'euthanasie dite « passive » « consiste fondamentalement dans une omission. On s’abstient d’entreprendre un traitement ou on l’arrête. On peut également classer ici, le fait de débrancher les dispositifs de survie artificielle. La mort est alors considérée comme une conséquence indirecte de l’acte d’interruption du traitement ou d’arrêt des moyens de survie ».

### Refus d'alimentation et d'hydratation
Le refus volontaire d'un patient de recevoir des soins d'alimentation et d'hydratation se situe à la frontière de l'euthanasie. Pour certains auteurs, il s'agit d'une forme d'euthanasie passive tandis que d'autres estiment qu'il ne s'agit pas d'une forme d'euthanasie mais d'un choix moral.

### Aide au suicide
L'aide au suicide est une pratique dans laquelle une personne reçoit une assistance pour provoquer sa propre mort ; il s'agit habituellement d'un patient souffrant d'une maladie physique grave et qui orchestre activement les dernières étapes de sa vie. Dans le cas d'une assistance médicale au suicide, un médecin procure à un malade apte au discernement, à la demande du celui-ci et en connaissance de cause, le moyen par lequel le patient compte mettre fin ses propres jours. L'aide au suicide se distingue de l'euthanasie « active » par le fait qu'un tiers procure le moyen mais n'administre pas lui-même une substance mortelle. Ainsi, la loi suisse autorise l'aide au suicide mais toute forme d'euthanasie active (comme administrer une injection mortelle) demeure interdite.

## Histoire
Le terme « euthanasie » dérive du grec « eu- », qui signifie « bonne », et « thanatos », qui signifie « mort » ; l'euthanasie signifie donc « bonne mort » ou « bien mourir ». Hippocrate évoque l'euthanasie dans le serment d'Hippocrate, élaboré aux alentours de 400-300 avant J-C. Le serment d'origine déclare : « Je ne remettrai à personne du poison, si on m’en demande, ni ne prendrai l’initiative d’une pareille suggestion »,. Malgré ce fait, à l'époque de la Grèce antique et de la Rome antique, la population ne considérait pas, en général, que la vie devait être préservée à tout prix ; par conséquent, les gens se montraient tolérants envers le suicide dans des circonstances où les mourants ne pouvaient espérer aucun soulagement ou, chez les partisans du stoïcisme et de l'épicurisme, dans le cas où une personne avait perdu tout intérêt envers sa propre vie.
Dans le Common law du droit anglais, à partir du XIVe siècle jusqu'au XXe siècle, le suicide a constitué un acte criminel. Aider autrui à se tuer demeure interdit. Néanmoins, au XVIe siècle, Thomas More (saint selon le catholicisme) décrit une communauté utopique en imaginant que cette communauté faciliterait la mort de ceux dont la vie est devenue un fardeau en raison de « douleurs tourmentantes et persistantes »,.

### Ère moderne
Depuis le XIXe siècle, l'euthanasie nourrit par intermittence des débats et des actions militantes en Europe et aux Amériques. D'après Ezekiel Emanuel, historien de la médecine, une nouvelle phase de l'euthanasie a vu le jour avec l'avènement de l'anesthésie. En 1928, les États-Unis voient l'adoption de leur première loi anti-euthanasie dans l'État de New York, qui est suivie par d'autres réglementations similaires à l'échelle locale ou des différents États. Après la guerre de Sécession, l'euthanasie volontaire est soutenue par des militants, y compris des médecins.
Un article du Bulletin of the History of Medicine (en) de l'historien Jacob M. Appel recense de vastes débats politiques au sujet d'une évolution législative pour légaliser l'aide médicale au suicide dans les États de l'Iowa et de l'Ohio en 1906. Appel relève que la cheville ouvrière de ce mouvement est la militante Anna Sophina Hall (en), une riche héritière qui avait assisté à la mort de sa mère à l'issue d'une longue bataille contre un cancer du foie. D'après l'historien Ian Dowbiggin, des personnalités influentes, comme  Clarence Darrow et Jack London, ont soutenu une évolution législative pour autoriser l'euthanasie.
En 1937, l'euthanasie médicalement assistée devient légale en Suisse à condition que le médecin procédant à l'acte n'en retire aucun avantage,.

## Enjeux bioéthiques
Depuis la Seconde Guerre mondiale, le débat sur l'euthanasie dans les pays occidentaux se concentre sur l'euthanasie volontaire dans le cadre de systèmes de soins réglementés. Dans certains cas, des décisions judiciaires, des législations et des règlements ont explicitement autorisé la possibilité de l'euthanasie volontaire pour les patients ou leurs représentants. L'euthanasie soulève de nombreuses questions éthiques relatives à la mort du patient.

### Arguments favorables
Certaines médecins déclarent que l'euthanasie est un choix rationnel chez des patients capables de discernement et qui souhaitent mourir pour échapper à des souffrances insupportables,. Des médecins favorables à l'euthanasie estiment que prolonger la criminalisation de l'assistance médicale au suicide constitue une atteinte à la liberté du patient. Ils considèrent que tout patient mentalement sain, souffrant d'une maladie au stade terminal, devrait bénéficier du droit à choisir la mort ou à refuser un traitement vital,. Selon ces auteurs, le suicide et l'assistance d'un médecin sont l'unique recours que peuvent exercer ces patients. Suivant cette idée, compte tenu des souffrances de ces malades et des connaissances du médecin, le suicide médicalement assisté représente un traitement humain à des douleurs intolérables.
Les personnes favorables à l'euthanasie volontaire soulignent que le choix est un principe fondamental dans les démocraties progressistes et dans les systèmes de libre marché. Les douleurs et souffrances qu'éprouve une personne au cours d'une maladie, même avec des antalgiques, peuvent demeurer incompréhensibles aux tiers qui n'a pas pâti du même sort. Même sans tenir compte de douleur physique, les patients éprouvent souvent des difficultés à surmonter le fardeau émotionnel que représente la perte de leur autonomie. Ceux qui assistent à la mort d'autrui sont « particulièrement convaincus » que la législation doit évoluer pour autoriser l'aide au décès. Certaines approches sont utilisatristes : les hôpitaux manquent de lit et le personnel médical serait mieux affecté aux personnes susceptibles d'être sauvées plutôt qu'au maintien en vie de malades souhaitant mourir, ce qui améliorait la qualité générale des soins et raccourcirait les listes d'attentes pour des hospitalisations.

### Arguments défavorables
Les personnes s'opposant à l'aide au suicide estiment qu'il s'agit d'une violation du serment d'Hippocrate, qui comporte la formule suivante : « Je ne remettrai à personne du poison, si on m’en demande, ni ne prendrai l’initiative d’une pareille suggestion ». Un autre argument contre l'aide au suicide et à l'euthanasie est le risque d'abuser de ces possibilités si elles deviennent légales. Les patients pauvres ou sans couverture médicale risquent de ne pas disposer des ressources suffisantes ou de ne pas avoir accès à des soins adéquats, ce qui limite leur marge de manœuvre ; ils pourraient donc subir des pressions pour accepter une mort assistée.
Parmi les personnes défavorables à l'euthanasie volontaire, certains — dont de nombreux chrétiens — estiment que l'euthanasie est inacceptable, dans une variante précise ou bien dans toutes les variantes possibles. Cette opinion considère que l'euthanasie est une forme de meurtre et que l'euthanasie volontaire est un suicide, dont la moralité est amplement débattue. Selon cet avis, s'il existe un motif de croire que la cause ayant entraîné la maladie ou les souffrances du patient peut être guérie dans un proche avenir, alors la décision correcte est parfois d'obtenir le remède ou d'entreprendre des soins palliatifs.
Une autre question est la faisabilité de l'exécution : l'euthanasie ne peut être considérée comme volontaire que si le patient est apte à prendre cette décision, c'est-à-dire s'il appréhende de façon rationnelle les différentes options et leurs conséquences. Or, la capacité de discernement est parfois difficile à évaluer et même à définir.
Autre objection, le consentement formulé sous pression : compte tenu des enjeux économiques dans l'euthanasie volontaire, les personnes opposées à cette pratique craignent que les patients ne subissent des pressions psychologiques pour les conduire à accepter l'opération car ils ne souhaitent pas devenir un fardeau financier pour leur famille. Même quand les frais de soins sont largement pris en charge par l'État, comme c'est le cas dans la plupart des pays développés, les opposants s'inquiètent à l'idée que le personnel hospitalier pourrait recevoir des primes s'il conseille aux malades, ou pousse les malades, à consentir à l'euthanasie.
L'euthanasie non volontaire est parfois citée comme l'un des résultats à envisager au terme d'une pente savonneuse (pente savonneuse (en)) ; selon cet argument, permettre l'euthanasie volontaire ouvre la voie à une légalisation de l'euthanasie non volontaire et involontaire.

## Avis religieux
De nombreux auteurs ont formulé leur avis sur l'euthanasie volontaire au regard de leurs convictions religieuses ; toutefois, le processus est largement critiqué par des théologiens.

## Légalité dans le monde
Au cours du XXe siècle, dans plusieurs pays occidentaux, les efforts en faveur d'une évolution législative obtiennent des succès limités. Des politiques sont développées par divers ONG, principalement des associations médicales et des associations de plaidoyer.

### Amériques

#### Canada
En droit canadien, une euthanasie doit être effectuée conformément aux règles de l'aide médicale à mourir aux articles 241.1 et suivants du Code criminel. L'article 241.2 (1) e) C.cr. exige le consentement libre et éclairé de la personne qui s'apprête à recevoir l'aide médicale à mourir. Seul le personnel médical autorisé par la loi peut fournir l'aide médicale à mourir. Le personnel médical qui fournit l'aide médicale à mourir a aussi l'obligation de confirmer à nouveau le consentement du patient avant d'administrer l'aide médicale à mourir, d'après l'art. 241.2 (3) h) C.cr..

#### Colombie
Certaines formes d'euthanasie volontaires sont autorisées en Colombie.
Le 20 mai 1997, la Cour constitutionnelle dénépalise l'homicide par pitié visant les malades atteints d'une maladie au stade terminal ; elle déclare que « le soignant à l'origine de l'acte ne peut être tenu responsable en cas d'assistance au suicide pour un malade en phase terminale » et pousse le Congrès à encadrer l'euthanasie « dans les plus brefs délais ». En juillet 2021, l'euthanasie volontaire est légalisée en Colombie pour les personnes qui se ne sont pas atteintes d'une affection au stade terminal. Le 7 janvier 2022, Victor Escobar devient la première personne du pays à recevoir une euthanasie volontaire alors qu'il n'était pas atteint d'une maladie au stade terminal ; il était atteint de bronchopneumopathie chronique obstructive.

#### États-Unis
Aux États-Unis, le débat sur l'euthanasie volontaire et sur la mort médicalement assisté connaît un tournant lors de l'affaire  Karen Ann Quinlan. L'affaire Quinlan ouvre la voie à la protection légale de l'euthanasie passive volontaire.
En 1990, Jack Kevorkian, médecin du Michigan, accède à la notoriété en éduquant des patients et en leur prêtant son concours pour des suicides médicalement assistés, ce qui a conduit le Michigan à adopter en 1992 une loi contre ces pratiques. En 1999, Kevorkian est jugé et condamné pour la diffusion d'une meurtre à la télévision,. En 1990 également, la Cour suprême des États-Unis accorde le recours à l'euthanasie non active dans l'arrêt Cruzan v. Director, Missouri Department of Health (en).
En 1994, l'Oregon se dote de la loi Oregon Death with Dignity Act (en) qui autorise les médecins à aider des patients atteints d'une maladie au stade terminal si elle réduit leur espérance de vie à six mois ou moins, et autorise à mettre fin à leurs jours. La Cour suprême avalise ces lois en 1997. En 2001, dans l'affaire Gonzales v. Oregon (en), l'administration Bush échoue à obtenir l'abrogation de cette loi en s'appuyant sur l'usage de drogues.
En 2005, au milieu d'une polémique au gouvernement, la sonde naso-gastrique est retirée à Terri Schiavo (originaire de Floride), qui se trouvait en état végétatif depuis 1990. Son conjoint avait obtenu le droit de lui retirer ses appareils d'assistance vitale en soutenant que c'était ce qu'elle aurait choisi ; toutefois, il était difficile de conclure en ce sens, car Terri Schiavo n'avait pas laissé de directive anticipée et le reste de sa famille affirmait le contraire.

### Asie

#### Chine et Hong Kong
L'euthanasie est un crime en Chine. Par exemple, à Shanghai, un homme de 67 ans a été condamné à cinq années d'emprisonnement après avoir euthanasié sa mère de 92 ans, qui après une intervention à l'hôpital n'a conservé la mobilité que d'un doigt et un orteil. Cette condamnation est considérée comme indulgente car l'intéressé avait fait preuve de piété filiale envers sa mère. Bien que l'euthanasie active demeure illégale en Chine, elle devient de plus en plus tolérée dans les cercles médicaux et dans la population générale.
À Hong Kong, le soutien à l'euthanasie dans la population générale est plus élevé chez les personnes qui accordent une importance moindre aux convictions religieuses, chez les personnes qui ne sont pas chrétiennes, chez celles qui bénéficient d'un revenu familial plus élevé, chez celles qui ont une certaine expérience des soins envers des proches atteints d'une maladie mortelle et chez elles qui sont plus âgées.

#### Inde
Depuis mars 2018, l'euthanasie passive est légale en Inde sous des conditions strictes. Les patients doivent y consentir par directive anticipée et ils doivent se trouver soit au stade terminal d'une maladie, soit en état végétatif.

### Europe
En 1957 en Grande-Bretagne, Patrick Devlin, Baron Devlin (en), lors du procès de John Bodkin Adams, juge que provoquer la mort d'un patient par l'administration de substances mortelles, dans l'unique intention de soulager sa douleur, n'est pas un meurtre même si le décès est une issue possible voire probable.
En 1993, les Pays-Bas dépénalisent l'aide médicale au suicide et, en 2002, les restrictions sont assouplies. En 2002 également, la Belgique autorise l'aide médicale au suicide.
L'euthanasie volontaire est autorisée en Espagne.

#### En France
En 2020, alors qu’il souffre d’une maladie orpheline incurable générant des douleurs extrêmes, Alain Cocq écrit une lettre au président Emmanuel Macron et lui demande le « droit à une mort digne, avec l’assistance active du corps médical ». Face au refus du président, Alain Cocq fait deux grèves de la faim et des soins en 2020 pour réclamer le droit à l’euthanasie. Il tente ainsi à deux reprises de mourir en cessant toute hydratation, alimentation et traitement mais renonce finalement à cause de douleurs insoutenables,. Avant de mourir, Alain Cocq filme son agonie sur YouTube et Facebook. Finalement, il part en Suisse bénéficier du suicide assisté. 
En 2022, selon un sondage Ifop, 82 % des Français considèrent l'aide active à mourir comme un soin. 
En 2023, l’Académie nationale de médecine se prononce en défaveur de toute légalisation d'euthanasies actives mais en faveur de l’inscription dans la loi du suicide assisté afin de « favoriser une fin de vie digne et apaisée, répondre à la souffrance inhumaine et protéger les personnes les plus vulnérables ».
En juin 2023, l’ADMD organise les Assises nationales sur la fin de vie à la Sorbonne à Paris afin de lutter contre les préjugés et de permettre des échanges apaisés.
L’ADMD différencie suicide assisté et euthanasie. Selon Yves Grégoire, délégué en Seine-Maritime de l’ADMD : "Le suicide assisté, c'est le patient qui s'injecte un produit létal. On souhaite à l'ADMD qu'il y ait un contrôle médical à côté. Il faut être en état de pratiquer le geste très important parce qu'il ne faut pas se faire aider par un tiers. Et l'autonomie, là, c'est le soignant, le médecin qui injecte un produit létal parce que le patient l'aura souhaité ou parce qu'il ne sera plus en état de faire le geste tout seul. Donc, il sera assisté d'un médecin pour poursuivre ce geste" .

### Océanie

#### Australie
Certaines formes d'euthanasie volontaire sont légales dans quelques États d'Australie,.
En 1996 en Australie, le Territoire du Nord adopte la législation Rights of the Terminally Ill Act 1996 (en). Dans le cadre de cette loi, quatre patients sont morts par aide au suicide en utilisant des appareils (en) conçus par le médecin Philip Nitschke. En 1997, le parlement fédéral australien abroge cette législation,,. En réaction à cette abrogation, Nitschke fonde l'association Exit International. En 2009, un patient tétraplégique d'Australie est autorisé à refuser les soins d'alimentation afin de mourir. La Cour suprême de l'Australie-Occidentale estime qu'il appartient à Christian Rossiter (âgé de 49 ans) de décider s'il veut continuer à recevoir des soins (sonde d'alimentation) et que les soignants doivent respecter sa décision. Le juge Wayne Martin précise aussi que les soignants ne seraient pas passibles de poursuites s'ils suivaient les instructions de Rossiter. Rossiter meurt le 21 septembre 2009 à l'issue d'une infection dans la poitrine,.
En 2019, l'euthanasie est légalisée dans deux États australiens : le Victoria adopte le Voluntary Assisted Dying Act 2017 (Victoria) (en) puis l'Australie-Occidentale vote le Voluntary Assisted Dying Act 2019,.

#### Nouvelle-Zélande
Lors des élections générales de 2020 en Nouvelle-Zélande, le pays propose un référendum pour demander à la population si elle souhaite adopter la loi End of Life Choice Act 2019 (en). Ce projet de loi prévoyait de légaliser d'euthanasie volontaire pour les patients atteints d'une maladie en phase terminale et dont l'espérance de vie était inférieure à 6 mois, à condition que deux médecins approuvent la procédure. Le 17 octobre 2020, 65,91% des votants approuvent le projet.